# Laubwälder im Hils
Die Laubwälder im Hils sind ein Naturschutzgebiet im gemeindefreien Gebiet Wenzen und der Gemeinde Flecken Delligsen im Landkreis Hildesheim in Niedersachsen.

## Allgemeines
Das Naturschutzgebiet mit dem Kennzeichen NSG HA 231 ist circa 512,4 Hektar groß. Es umfasst den Teilbereich „Hils“ des FFH-Gebietes „Laubwälder und Klippenbereiche im Selter, Hils und Greener Wald“. Das Gebiet steht seit dem 17. November 2016 unter Schutz. Zuständige untere Naturschutzbehörde ist der Landkreis Holzminden.

## Beschreibung
Das Naturschutzgebiet liegt südlich von Alfeld (Leine) und nördlich von Einbeck im Südosten des Hils. Es stellt überwiegend Hainsimsen-, Waldmeister- und Orchideen-Buchenwälder unter Schutz. Insbesondere an der Hünenburg befinden sich kleinflächig auch Schlucht- und Hangmischwälder mit einer Vielfalt an Farn- und Moosgesellschaften sowie Felsbereiche. Die Waldbereiche sind großflächig als Naturwald- und Prozessschutzflächen ausgewiesen – im Naturschutzgebiet befinden sich die 1989 ausgewiesenen Naturwälder „Katzenbau“, „Fahrenberg“ und „Hagental“ –, die keiner forstlichen Nutzung unterliegen. Sie verfügen über einen hohen Alt- und Totholzanteil. Im Osten des Schutzgebietes entspringen zahlreiche Quellen, die über teilweise naturnahe Bäche in den Rheinbach entwässern, der etwas nördlich bei Delligsen in die Wispe, einem Nebenfluss der Leine, mündet. Die Bäche, die Kerbtäler in den Hils gegraben haben, werden von Auwäldern mit Erle, Esche und Weide begleitet. Weitere bachbegleitende Auwaldgesellschaften finden sich im Hagental im Westen des Naturschutzgebietes, das von der Wispe durchflossen wird.
Hainsimsen-Buchenwälder stocken vor allem an den unteren Hängen zur Wispe, rund um die Hünenburg und an den Oberhängen der Ostseite des Hils. Dominierende Baumart ist die Rotbuche. Die Krautschicht wird u. a. von Pillensegge, Weißlicher Hainsimse, Drahtschmiele, Dornfarn, Waldsauerklee und Heidelbeere gebildet. Waldmeister-Buchenwälder stocken auf den Plateau- und oberen Südhanglagen des Fahrenberges sowie an den schattigen, nach Osten exponierten Hanglagen des Hilsostrandes. Auch hier wird die Baumschicht von der Rotbuche dominiert. Dazu gesellen sich stellenweise Esche, Vogelkirsche und Bergahorn. Die Krautschicht wird u. a. von Waldsegge, Einblütigem Perlgras, Waldmeister, Gewöhnlicher Goldnessel, Vielblütiger Weißwurz und Waldveilchen gebildet. Auf basenreichen Standorten siedeln u. a. Waldgerste und Waldbingelkraut, in schattigen Lagen gesellen sich dazu Gewöhnlicher Wurmfarn und Waldfrauenfarn. Orchideen-Buchenwälder stocken insbesondere im Westen des Naturschutzgebietes am schroff abfallenden Oberhang und exponierten Hangvorsprüngen des Fahrenbergs auf trockenwarmen, flachgründigen Kalkstandorten. Dominierende Baumart ist die Rotbuche, zu der sich stellenweise Esche, Elsbeere, Hainbuche, Berg-, Feld- und Spitzahorn gesellen. Charakteristische Arten der Krautschicht sind u. a. Fingersegge, Blaugrüne Segge, Weißes Waldvöglein, Braunrote Stendelwurz, Echte Schlüsselblume und Schwalbenwurz. In der Krautschicht der von Erle, Esche und Weide gebildeten Auwälder siedeln u. a. Winkelsegge, Dünnährige Segge, Rasenschmiele und Hohe Schlüsselblume.
Die Wälder sind Lebensraum von Luchs, Wildkatze und Haselmaus sowie verschiedener Fledermäuse, darunter das Große Mausohr. Auch Schwarzstorch und Rotmilan sind hier heimisch.